# Baia di New York
La baia di New York (in inglese New York Bay) è un insieme di bracci di mare situati a sud di Manhattan dopo la foce del fiume Hudson, tra gli stati di New York e del New Jersey, negli Stati Uniti d'America. È costituita da due parti principali, separate dallo stretto The Narrows: Upper New York Bay e Lower New York Bay.
Comprende diverse isole, tra cui Liberty Island, dove sorge la Statua della Libertà, e Ellis Island, nota per essere stata per lungo tempo il luogo di accoglienza e smistamento degli immigrati provenienti dall'Europa. La costa est di Staten Island si trova nella parte sud ovest della baia di New York.
Fu scoperta nel 1524 da Giovanni da Verrazzano, esploratore e navigatore italiano al comando di una flotta francese alla ricerca di un passaggio verso la Cina.